# Seismic Wave
Seismic Wave, född 10 april 2015 i USA, är en amerikansk varmblodig travhäst. Han tränas av Timo Nurmos, verksam vid Solvalla. Han körs av Örjan Kihlström och Björn Goop. Han har tidigare tränats av Rene Allard i Kanada.
Seismic Wave började tävla 2018. Han har till maj 2021 sprungit in 1,6 miljoner kronor på 27 starter varav 15 segrar, 3 andraplatser och 1 tredjeplats. Han har tagit karriärens hittills största segrar i Bronsdivisionens final (maj 2020) och Klass I-final (dec 2019).